# Ceneselli
Ceneselli é um comune da italia da região do Vêneto, província de Rovigo, com cerca de 1.868 habitantes. Estende-se por uma área de 28 km², tendo uma densidade populacional de 67 hab/km². Faz fronteira com Calto, Castelmassa, Castelnovo Bariano, Giacciano con Baruchella, Salara, Trecenta.

## Demografia
| Variação demográfica do município entre 1861 e 2011                               |
|                                                                                   |
| Fonte: Istituto Nazionale di Statistica (ISTAT) - Elaboração gráfica da Wikipedia |